# Ceahlău
Ceahlău è un comune della Romania di 2 488 abitanti, ubicato nel distretto di Neamț, nella regione storica della Moldavia. 
Il comune è formato dall'unione di 3 villaggi: Bistricioara, Ceahlău, Pârâul Mare.